# Harold Eugene Edgerton

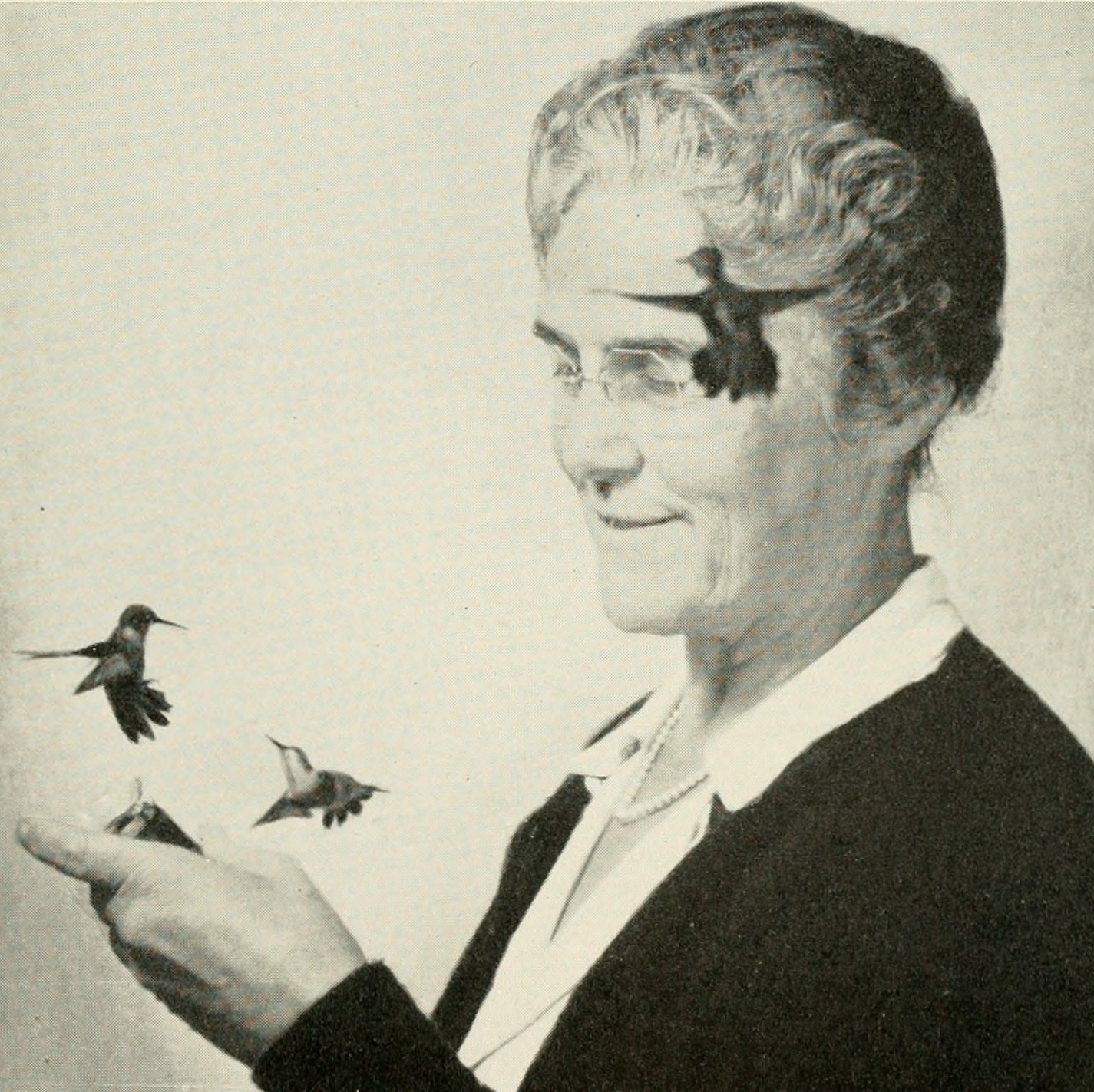
May Roger Webster con i colibrì, 1936

Harold Eugene Edgerton, noto come Doc Edgerton, conosciuto anche col nomignolo di Papa Flash (Fremont, 6 aprile 1903 – Cambridge, 4 gennaio 1990), è stato un ingegnere elettrico e fotografo statunitense, noto per aver trasformato lo stroboscopio da oggetto di laboratorio a quello di uso comune, per i suoi contributi per la realizzazione del sonar in acque profonde e per essere stato il pioniere della fotografia ad alta velocità.

## Biografia
Il suo trisavolo William Bradford, governatore della Colonia di Plymouth, era a bordo della Mayflower, salpata nel 1620 dall'Inghilterra dall'omonimo porto. Figlio di Frank Eugene, avvocato, giornalista ed autore, che prestò servizio come procuratore in Nebraska, e di Mary Nettie Coe, ebbe due fratelli più piccoli.
Edgerton ebbe familiarità con la fotografia fin da ragazzo poiché lo zio Ralph era un fotografo ed aveva uno studio. Insegnò ad Harold le tecniche di scatto, sviluppo e stampa.
Laureato in ingegneria elettrotecnica all'Università del Nebraska - Lincoln, aderì alla loggia massonica Fraternità Acacia. Due anni dopo nella medesima università conseguì il Master, utilizzando proprio uno stroboscopio per studiare il motore sincrono che gli valse il dottorato.

## Attività di ricerca e contributi

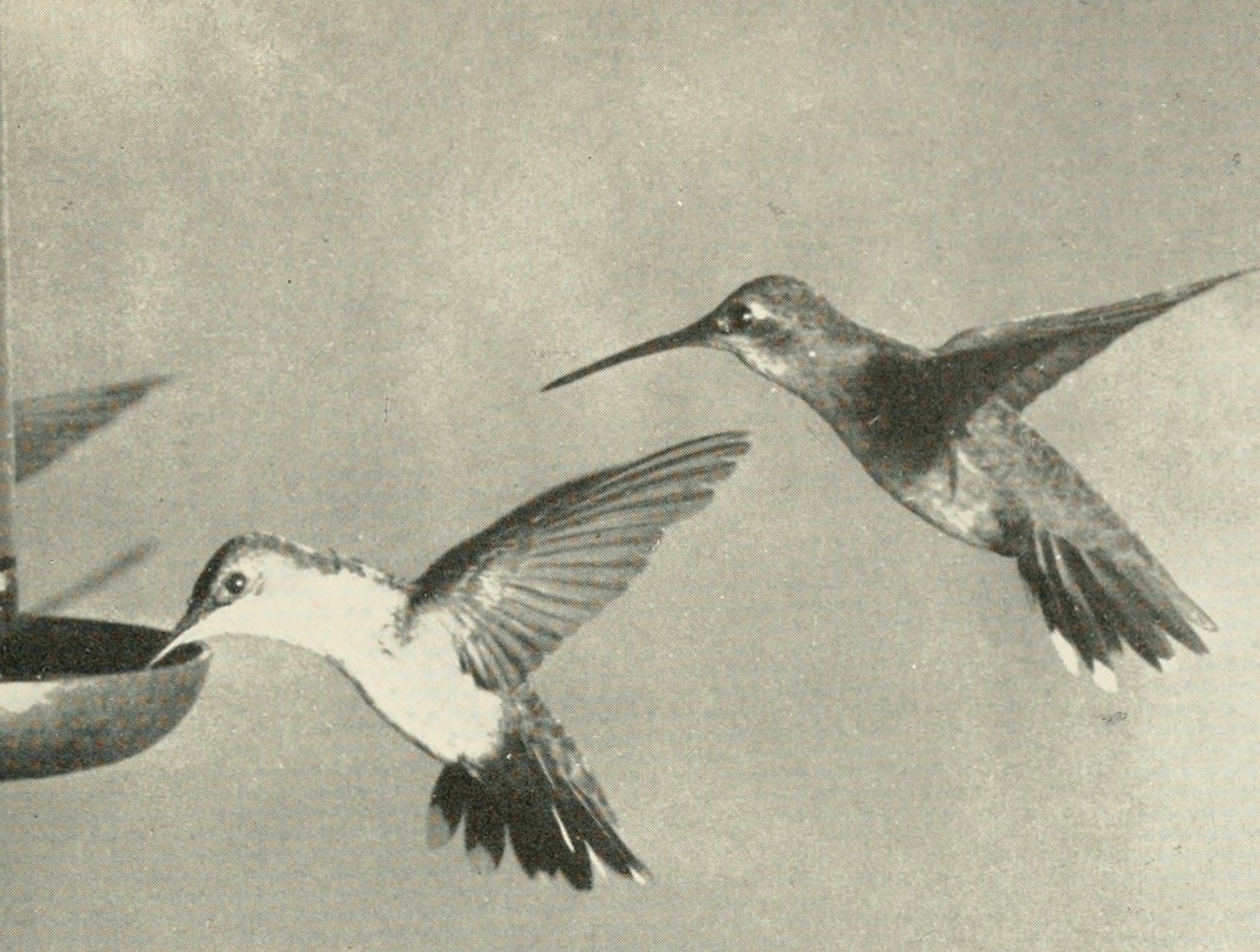
i colibrì, 1936

L'uso dello stroboscopio in fotografia per poter riprodurre oggetti e movimenti veloci, egli asserì di essere stato ispirato dallo scienziato Charles Stark Draper. Il primo scatto fu quello di un getto d'acqua da un rubinetto cui seguì nel 1936 la foto dei colibrì della naturalista americana May Rogers Webster, circondata dai volatili, in cui dimostrò che era possibile fotografarli anche se sbattevano le ali ben 60 volte al secondo, utilizzando un'esposizione di un centomillesimo di secondo. Una sua foto con gli uccelli che volano intorno a Mary è apparsa sul National Geographic Magazine.
L'anno seguente segnò la collaborazione, che proseguì per molti anni, con il fotografo albanese Gjon Mili, il quale utilizzerà in studio i flash stroboscopici di Edgerton per numerosi ritratti di artisti, fotografi e personaggi della ribalta, molti dei quali appariranno sulla rivista Life.
Mise a punto dapprima una serie di lampeggiatori sincronizzati in un ambiente buio così da fermare il movimento in varie pose sulla pellicola, fino ad arrivare a mettere a punto dei flash ultrarapidi che lampeggiassero a un milionesimo di secondo attraverso cui raccolse immagini divenute icone: lo schizzo di latte che diventa una corona, la pallottola che oltrepassa la mela, l'esplosione di palloncini gonfiabili o le evoluzioni del gioco del tennis e del golf. Un mondo del tutto sconosciuto all'occhio umano, incapace di cogliere tale velocità che Edgerton con i suoi mezzi era riuscito a fermare e a mostrare. Inoltre, egli aveva anche uno spiccato senso del colore che resero quelle immagini delle vere e proprie opere d'arte.
Le sue fotografie furono esposte per la prima volta nel 1933, alla Royal Photographic Society di Londra. Edgerton ha rivoluzionato non solo la fotografia, ma anche la scienza, la sorveglianza militare, perfino il cinema di Hollywood e i media attraverso la sua invenzione della luce stroboscopica all'inizio degli anni '30. Le sue fotografie sperimentali, scientifiche, furono considerate come una sorta di appendice americana della Nuova Oggettività soprattutto tedesca. In particolare, le immagini di Edgerton sul movimento possono venire considerate come una espansione degli studi sulla locomozione dei fotografi del XIX secolo quali Eadweard Muybridge e Étienne-Jules Marey.

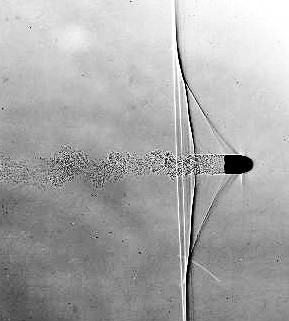
Ombra del proiettile in una dimostrazione agli studenti del MIT, 1962

Edgerton dapprima collaborò con Kenneth J. Germeshausen per fornire consulenza a clienti industriali, quindi si unì a loro Herbert Grier. Nel 1947 decisero di cambiare il nome della loro azienda con le sole iniziali del cognome: "EG&G" che divenne l'appaltatore principale della Commissione per l'energia atomica ed ebbe un ruolo importante nel fotografare e registrare i test nucleari degli USA negli anni '50 e '60. Per questo scopo, Edgerton, Charles Wykoff e altri hanno realizzato la Fotocamera rapatronica da (RAPid Action elecTRONIC).
Le sue ricerche sono state determinanti nello sviluppo della tecnologia del sonar a scansione laterale, usata nei fondali marini alla ricerca di relitti. A questo proposito, Edgerton lavorò con l'esploratore Jacques-Yves Cousteau, fornendogli in un primo tempo l'attrezzatura fotografica subacquea progettata su misura con flash elettronico, e successivamente mettendogli a disposizione le tecniche sonar utilizzate per scoprire il HMHS Britannic. Nel 1988 Edgerton lavorò assieme a Paul Kronfield in Grecia con il sonar alla ricerca della città perduta di Elice, i cui resti si pensavano sommersi nel Golfo di Corinto.
Oltre ad avere l'acume scientifico e ingegneristico per perfezionare l'illuminazione stroboscopica a livello commerciale, Edgerton ebbe capacità scientifica e commerciale ma gli viene riconosciuta anche una notevole visione artistica. Non a caso, infatti, molte delle sue immagini, sorprendenti per il periodo in cui sono state create, fanno parte di musei d'arte in tutto il mondo, tra cui il Museum of Modern Art (MOMA) di New York. Fra l'altro, nel 1940, anche il suo cortometraggio stroboscopico ad alta velocità Quicker'n a Wink vinse l'Academy Award.

## Docenza
Edgerton fu membro permanente della facoltà del Massachusetts Institute of Technology (MIT): prima come assistente (1927), poi come istruttore (1928), quindi come professore assistente (1932), per divenire professore associato (1938), fino a professore ordinario (1948), diventando professore d'istituto (1966) e infine professore d'istituto emerito (1968). Anche se proprio in quell'anno andò in pensione, continuò a lavorare al Light Laboratory con lo stroboscopio del MIT e a tenere il corso per matricole di fotografia.
Nel 1956 Edgerton venne eletto all'American Academy of Arts and Sciences e all'Accademia nazionale delle scienze nel 1964, nonché membro dell'American Philosophical Society nel 1972.

Tenne il suo ultimo corso universitario nel 1977 anche se fu visto gironzolare per il campus fino alla sua morte. Particolarmente amato dagli studenti: "Il trucco dell'educazione", diceva, "è insegnare in modo tale che le persone non si rendano conto che stanno imparando finché non è troppo tardi".
Nel 1962, Edgerton apparve nel programma I've Got a Secret, dove fece la dimostrazione con il flash stroboscopico in cui sparò un proiettile in una carta da gioco e fotografando il risultato.
Il lavoro di Edgerton è stato presentato in un articolo del National Geographic Magazine dell'ottobre 1987 con il titolo "Doc Edgerton: l'uomo che ha fatto fermare il tempo".

## Vita privata
Subito dopo essersi laureato, Edgerton sposò Esther May Garrett (1903-2002) nel 1928.
 
La moglie, laureata in matematica e musica presso l'Università del Nebraska-Lincoln, fu un'abile pianista e cantante. Frequentò il Conservatorio di musica del New England e insegnò nelle scuole pubbliche di Aurora (Nebraska) e Boston.
 
Durante il loro matrimonio ebbero tre figli: Mary Louise (1931), William Eugene (1933), Robert Frank (1935).

## Pubblicazioni
Electronic Flash, Strobe, Mit Presse, 1987 - ISBN 978-0262550147

## Onorificenze
- 1934 - Medaglia d'Argento al Royal Photographic Society
- 1941 - Medaglia Howard N. Potts al Franklin Institute
- 1966 - Golden Plate Award al American Academy of Achievement
- 1968 - Medaglia David Richardson al Optical Society of America
- 1969 - Medaglia Albert A. Michelson al Franklin Institute
- 1973 - National Medal of Science

## Eredità
Oltre al patrimonio fotografico, ai 47 brevetti da lui registrati in vita, dopo la sua morte, avvenuta nel 1990, è stato creato ad Aurora, l'Edgerton Explorit Center che, inaugurato nel 1995, serve circa 100 000 persone ogni anno con mostre scientifiche e programmi didattici, dimostrazioni itineranti, workshop e conferenze, divenendo il principale centro di educazione scientifica del Nebraska.